# Acmocera lutosa
Acmocera lutosa är en skalbaggsart som beskrevs av Jordan 1903. Acmocera lutosa ingår i släktet Acmocera och familjen långhorningar.
Artens utbredningsområde är São Tomé. Inga underarter finns listade i Catalogue of Life.